# Bokserparodi
Bokserparodi er en dansk stum komediefilm fra 1907 produceret af Nordisk Films Kompagni optaget af Axel Sørensen.

## Handling
En boksekamp mellem to mænd afbrydes af en klovn, der udfordrer den ene til kamp. I første omgang får klovnen ikke et ben til jorden, men pludselig vender han tilbage med beskidte tricks i ærmet, så kampen tager en uventet drejning.
De to franske klovne Ihles og Antonio medvirker i filmen.